# صحة الوقائع التاريخية (فلسفة)
صحة الوقائع التاريخية (بالإنجليزية: Historicity) في الفلسفة هي المفهوم الأساسي للتاريخ، أو تقاطع الغائية (مفهوم ودراسة التقدم والغرض) والزمانية (مفهوم الوقت) والتأريخ (علم الأعراض وتاريخ التاريخ). وتؤكد التصورات المتنوعة لصحة الوقائع التاريخية على التقدم الخطي أو تكرار الأحداث السابقة أو تعديلها.

## مفاهيم صحة الوقائع التاريخية
في مجال علم الظواهر، يتم تعريف صحة الوقائع التاريخية بأنها تاريخ بنية أي كائن مقصود، سواء في ضوء التاريخ كتقليد أو في ضوء تمتع كل فرد بتاريخه الخاص. وبالطبع، هاتان الحالتان تكونان متشابهتين في كثير من الأحوال: يتأثر تاريخ فرد ما بشدة بالتقاليد التي ينشأ عليها هذا الفرد، ولكن التاريخ الشخصي يمكن أيضًا أن ينتج كائنًا لن يكون جزءًا من أي تقاليد. علاوة على ذلك، فإن صحة الوقائع التاريخية الشخصية لا تتطور بنفس طريقة تطور التقاليد.
وذكر مارتن هايدغر في كتابه الوجود والوقت (Being and Time) أن الزمانية هي التي تفضي إلى التاريخ. فكل الأشياء تنطوي على مكان وزمان خاصين بها، ولا يقع شيء في الماضي خارج نطاق التاريخ.
وقال فرانسيس فوكوياما في كتابه نهاية التاريخ والرجل الأخير إن انهيار الشيوعية السوفيتية جلبت الإنسانية إلى «نهاية التاريخ»؛ والتي بواسطتها قد حُلت المكائد الجدلية العالمية مع انتصار الرأسمالية الليبرالية.
وقبل فوكوياما، تحدث جان بودريار بمفهوم مختلف عن «نهاية التاريخ». وتوجد معظم كتابات بودريار المتعمقة حول فكرة صحة الوقائع التاريخية في الكتابين الإستراتيجيات القاتلة (Fatal Strategies) ووهم النهاية (The Illusion of the End). وبسبب هذه الكتابات، فقد تلقى إدانة كاملة من عالم الفيزياء آلان سوكال (جنبًا إلى جنب مع جان بريكمونت)، بسبب سوء الاستخدام المزعوم للمفاهيم الفيزيائية للزمن الخطي والمكان والاستقرار. وعلى النقيض من حجة فوكوياما، تشبث بودريار بقوله إن «نهاية التاريخ»، من حيث الهدف الغائي، كانت دائمًا وهمًا ناجمًا عن إرادة الحداثة تجاه التقدم والحضارة والتوحيد العقلي. وكان هذا وهمًا بأن جميع المقاصد والأغراض تلاشت مع اقتراب نهاية القرن العشرين بسبب «السرعة»، والتي تحرك عندها المجتمع مما أدى ذلك إلى «زعزعة استقرار» التقدم الخطي للتاريخ (هذه هذه التعليقات، على وجه التحديد، التي أثارت انتقادات سوكال). وتم تجاوز، إذا جاز التعبير، التاريخ عن طريق تحققه المذهل. وكما أوضح بودريار نفسه بشكل انتقادي:
إن نهاية التاريخ هي، للأسف، صناديق قمامة التاريخ. ولم يعد هناك أي صناديق قمامة للتخلص من الأيديولوجيات القديمة والأنظمة القديمة والقيم القديمة. إلى أين سنرمي الماركسية، التي ابتكرت بالفعل صناديق القمامة الخاصة بالتاريخ؟ (ومع ذلك، هناك بعض العدالة في هذا الصدد نظرًا لأن الأشخاص الذين ابتكروها قد وقعوا فيها.) الخلاصة: إذا لم تعد هناك صناديق قمامة للتاريخ، فهذا لأن التاريخ نفسه بات صندوق قمامة. فقد أضحى صندوق القمامة الخاص به، تمامًا كما أضحى الكوكب صندوق القمامة الخاص به.
وهذا النهج تجاه التاريخ هو الذي يحدد صلة بودريار بفلسفة ما بعد الحداثة الخاصة بـ جان فرانسوا ليوتارد: الفكرة التي مفادها أن المجتمع - والمجتمع الغربي تحديدًا - قد هجر الروايات الرئيسية للتاريخ (على سبيل المثال، قدوم الشيوعية أو انتصار المجتمع الحديث المتحضر). غير أن بودريار استكمل هذه الحجة مؤكد أنه على الرغم من أن هذا «الهجر» ربما يكون قد وقع بالفعل، إلا أن العالم العالمي (الذي يتميز كثيرًا في كتابات بودريار عن الإنسانية العالمية) هو، وفقًا للفهم المذهل لذاته، مدانًا «للعب» هذه النهاية الوهمية بطريقة شديدة الغائية - مع التصرف بدافع نهاية نهاية النهاية إلى ما لا نهاية. وبالتالي يقول بودريار - على نحو مماثل لكتاب جورجيو أغامبين وسائل بلا غايات (Means without Ends) — إن المجتمع الغربي يخضع للقيد السياسي للوسائل التي تبررها الغايات التي ليست موجودة.
ويقدم ميشيل رولف ترويو رؤية مختلفة بشأن معنى صحة الوقائع التاريخية واستخداماتها. ويوضح ترويو أن «طرق وقوع الأحداث، وما يُقال إنه قد حدث بالفعل على نحو متشابه أو غير متشابه ربما يكون هو التأريخ في حد ذاته».